# Museo de la Ciudad de Nueva York
El Museo de la Ciudad de Nueva York (MCNY) es un museo de historia y arte ubicado en Manhattan, Nueva York, el cual fue fundado por Henry Collins Brown, en 1923 para preservar y presentar la historia de la ciudad de Nueva York y su gente. Está ubicado en el número 1220-1227 de la Quinta Avenida, entre las calles East 103rd y 104th, frente a Central Park en el Upper East Side de Manhattan, en el extremo norte de la sección Milla de los Museos de la Quinta Avenida. 
El museo es una construcción de ladrillo rojo con molduras de mármol, la cual fue construida entre 1929 y 1930 y el diseño le corresponde a Joseph H. Freedlander. El edificio es de estilo neogeorgiano, con estatuas de Alexander Hamilton y DeWitt Clinton del escultor Adolph Alexander Weinman mirando hacia Central Park. 
El museo es una organización privada sin fines de lucro que recibe apoyo del gobierno como miembro del Grupo de Instituciones Culturales de la ciudad de Nueva York, comúnmente conocido como "CIG". Sus otras fuentes de ingresos son ayudas, boletas de entrada y contribuciones.
El museo acoge la exposición permanente «Nueva York en su núcleo», la primera presentación del museo que jamás se haya hecho de la historia completa de la ciudad de Nueva York. 

## Historia

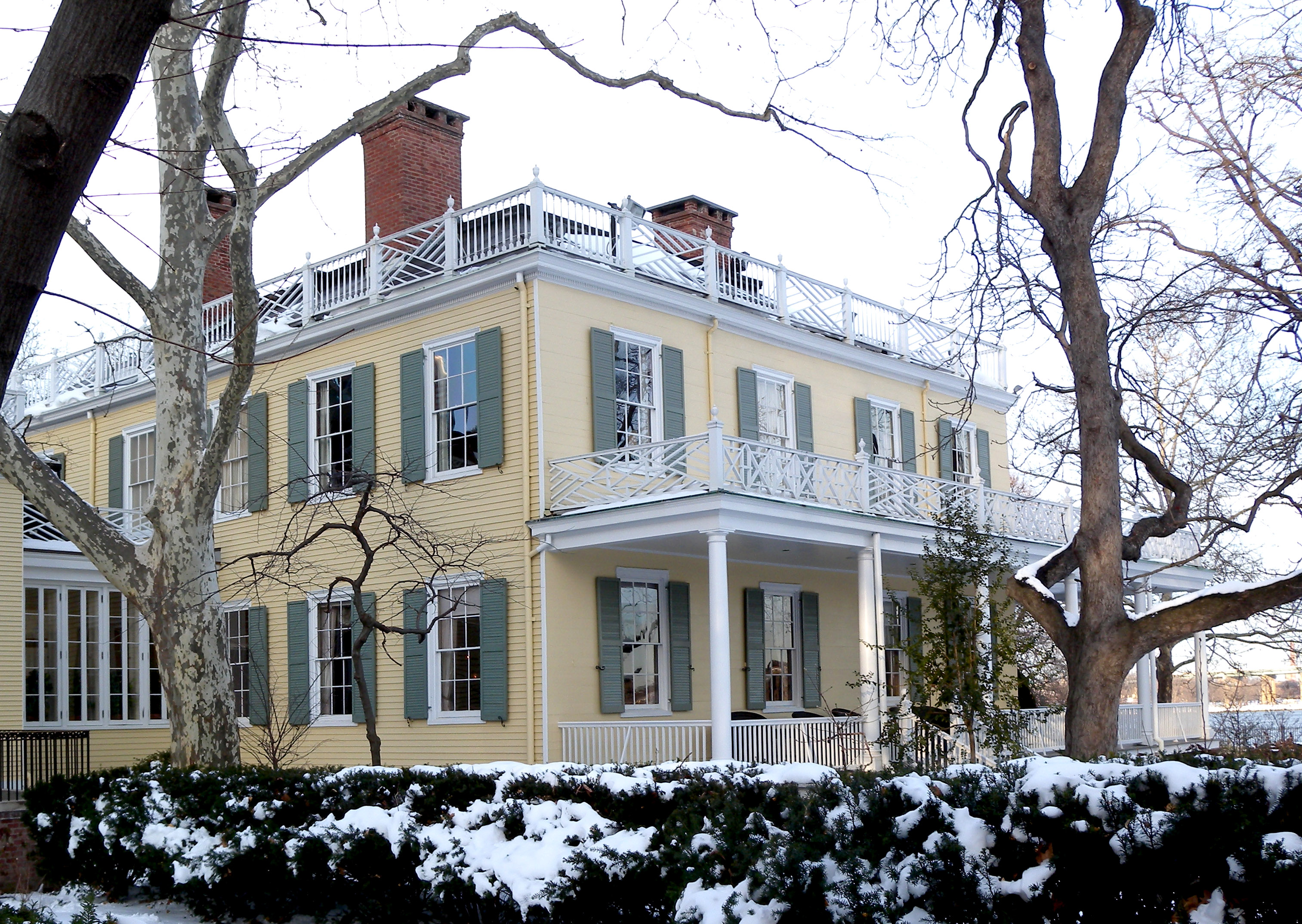
Gracie Mansion, la residencia oficial del alcalde de Nueva York, fue la primera ubicación del museo

El museo estuvo originalmente ubicado en la Mansión Gracie, donde el espacio disponible era muy limitado. Una de sus primeras exhibiciones importantes fue «Old New York», la cual se presentó en el Edificio de Bellas Artes en la calle West 57th Street en 1926. El éxito del proyecto fue tal, que llevó a la búsqueda de una nueva sede permanente para el museo. Para ello se realizó un concurso de diseño entre cinco arquitectos invitados, y se seleccionó el diseño Renacimiento colonial de Freedlander. La ciudad donó un lote en la Quinta Avenida, y los fondos para la construcción del edificio del museo se recaudaron mediante donaciones del público. Los planes originales para el edificio del museo se redujeron, como resultado de la caída de la bolsa de Nueva York en octubre de 1929, sin embargo, el edificio se inauguró finalmente el 11 de enero de 1932. 
El 24 de enero de 1967, el edificio del museo fue nombrado hito arquitectónico de la ciudad de Nueva York.
En 1982, el Museo recibió la Medalla de Oro de la Asociación de los Cien Años de Nueva York «en reconocimiento a las contribuciones sobresalientes a la Ciudad de Nueva York». 

### Propuesta de traslado

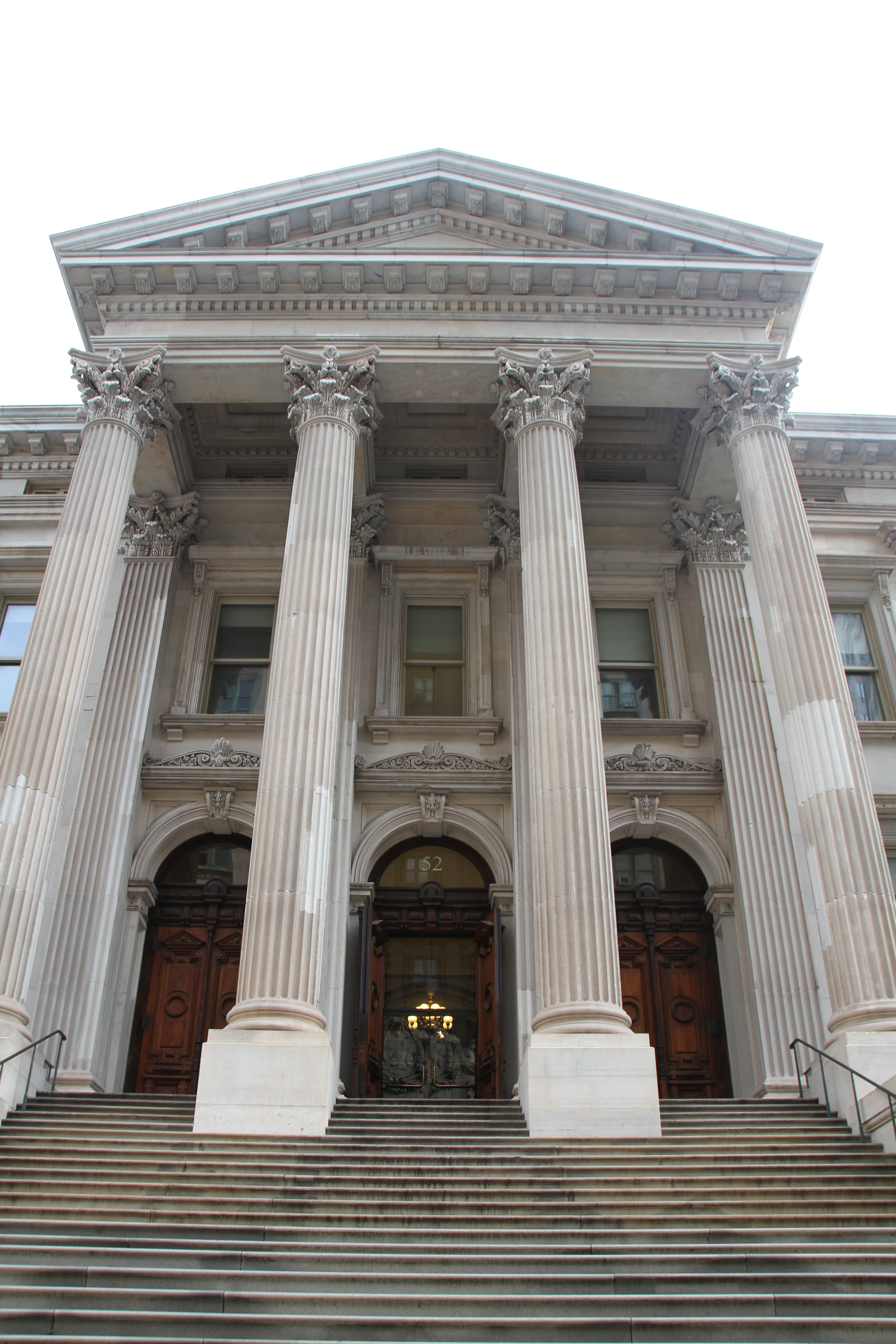
Entrada principal del Palacio de Justicia de Tweed, edificio propuesto como nueva sede del museo.

En 2000, la administración del alcalde Rudy Giuliani le dijo al museo que podría trasladarse al histórico Palacio de Justicia de Tweed, cerca de la Alcaldía en el Bajo Manhattan. En tanto El Museo del Barrio se habría propuesto ocupar el actual edificio del Museo de la Ciudad de Nueva York. Sin embargo, todas estas decisiones fueron revocadas por la administración entrante de Michael Bloomberg, quien decidió utilizar el Palacio de Justicia como sede del nuevo Departamento de Educación de la Ciudad de Nueva York, lo que provocó que el entonces director de MCNY, Robert R. McDonald, presentara su renuncia. McDonald fue reemplazado en 2002 por Susan Henshaw Jones, quien en ese momento era la presidenta del National Building Museum en Washington, D.C. 
También hubo un intento de fusionar el museo con la Sociedad Histórica de Nueva York, que no se concretó, y el museo pasó por alto en un sitio en el nuevo World Trade Center.

### Expansión
La exdirectora del museo, Susan Henshaw Jones, involucró al MCNY con el vecindario de East Harlem, al planificar allí una ampliación del museo. El inicio de esta extensión, que incluyó la renovación del espacio de la galería existente, así como un nuevo pabellón, tuvo lugar el 2 de agosto de 2006, y se completó en febrero de 2008 con un corte de cinta ese mismo año. 
La galería del pabellón, diseñada por la Asociación Polshek, es de 3000 pies cuadrados (278,7 m²)     con un anexo de vidrio, el cual tiene dos niveles en el cual se exhiben artefactos. El edificio original del Renacimiento georgiano de 1932 también fue restaurado durante este proyecto, así como ampliaciones que incluyen una bóveda para la colección de plata del museo, una sala de investigación, y una sala para el manejo de artefactos. Los costos totales para la primera fase de las reformas llegaron a los 28 millones de dólares estadounidenses.
A finales de 2011, el Museo se hizo cargo temporalmente de la operación del Museo South Street Seaport, el cual reabrió sus puertas en enero de 2012.

## Colección
La colección del museo de más de 1,5 millones de artículos es particularmente destacada en objetos que datan de los siglos XIX y principios del XX, incluyendo pinturas, dibujos y grabados, incluidos más de 3.000 de Currier e Ives, y fotografías. presentando la ciudad de Nueva York y sus residentes, así como disfraces, objetos decorativos y muebles, juguetes antiguos. El museo fue el primero en los Estados Unidos en establecer un departamento curatorial para juguetes como modelos de barcos, libros raros y manuscritos, artículos marinos y colecciones militares, colecciones de policía y bomberos, y una colección de teatro que documenta la edad de oro del teatro en Broadway . También hay dioramas sobre la historia de la ciudad, así como su entorno físico original. 
Entre los artículos raros de la colección del museo se encuentra una silla que perteneció a Sarah Rapelje, hija de Joris Jansen Rapelje de la Nieuw Amsterdam neerlandesa, y que se dice que fue el primer niño de ascendencia europea nacido en el actual Estado de Nueva York. La silla fue donada por sus descendientes de Brinckerhoff. 
El museo es conocido por su y mucompleta colección de imágenes fotográficas, que incluye obras de los muy conocidos fotógrafos Percy Byron, Jacob Riis y Berenice Abbott, así como muchas fotografías del Proyecto de Arte Federal de la época de la  Gran Depresión. La colección también incluye fotografías del director de cine Stanley Kubrick.
 

En el MCNY también se han recreado dos habitaciones amuebladas de la casa de John D. Rockefeller, donadas por la familia Rockefeller. En 2008, el Museo dispuso donar tales habitaciones, una al Museo Metropolitano de Arte y la otra al Museo de Bellas Artes de Virginia. También es notable un modelo de la Nueva Ámsterdam, basado en el Plan Castello de 1660. 

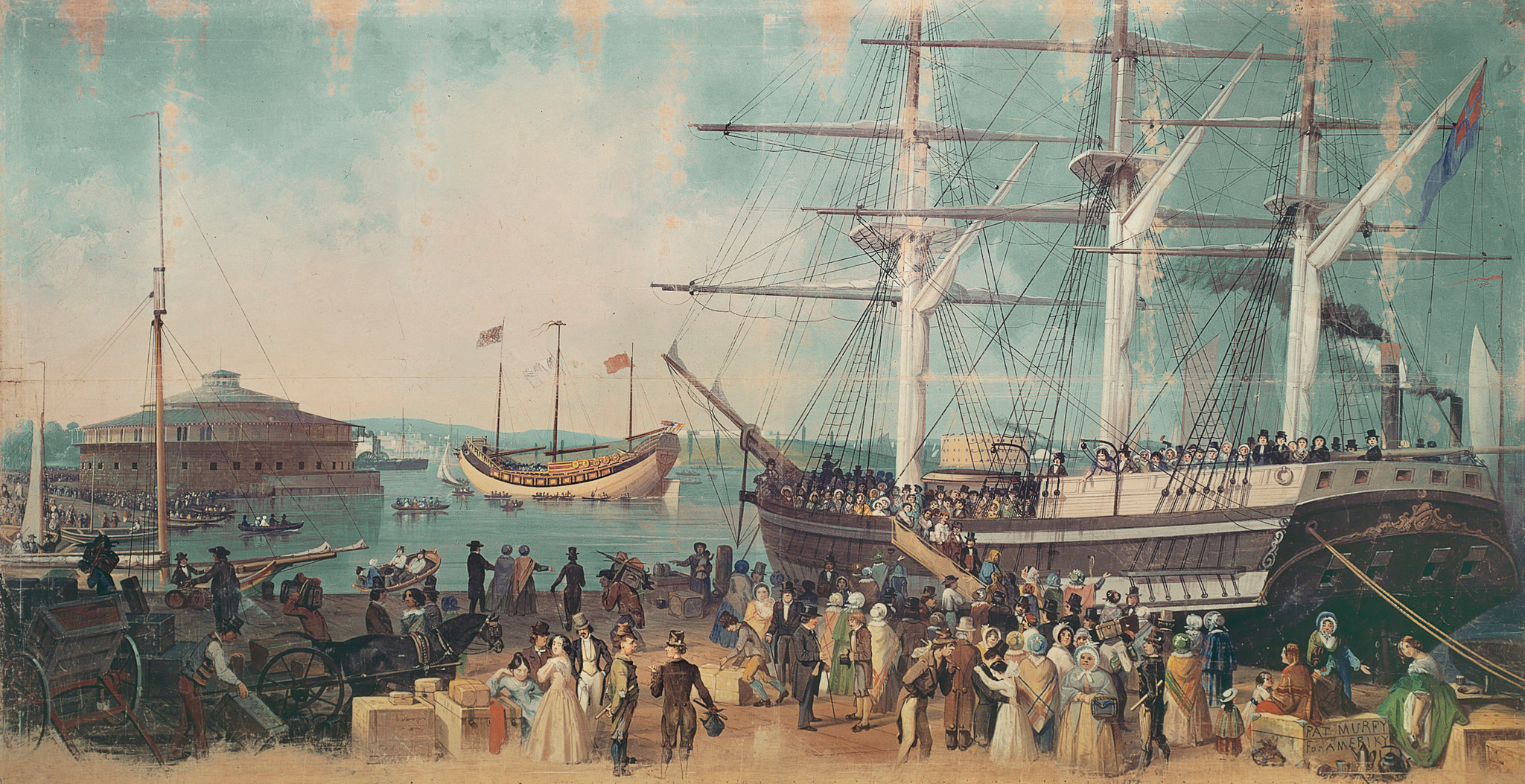
La bahía y el puerto de Nueva York ", de Samuel Waugh (1814-1885), que representa la llegada de Junk Keying al puerto de Nueva York en julio de 1847 (acuarela sobre lienzo, c.1853-1855, Museo de la Ciudad de Nueva York) .
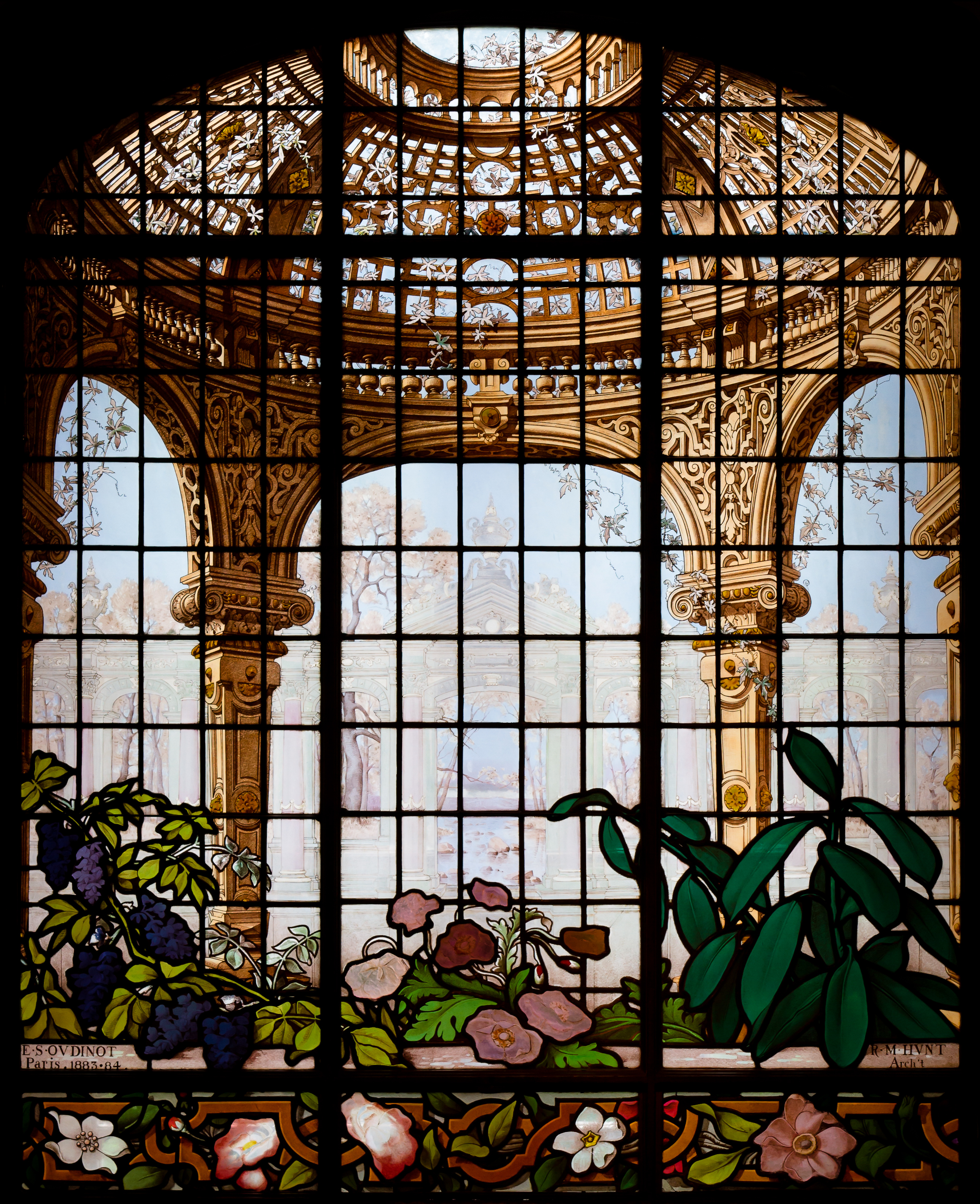
Ventana del invernadero Henry Gurdon Marquand House (alrededor de 1883-1884), diseñada por Richard Morris Hunt (1827-1895) y realizada por Eugène Stanislas Oudinot (1827-1889)

## Exposiciones notables

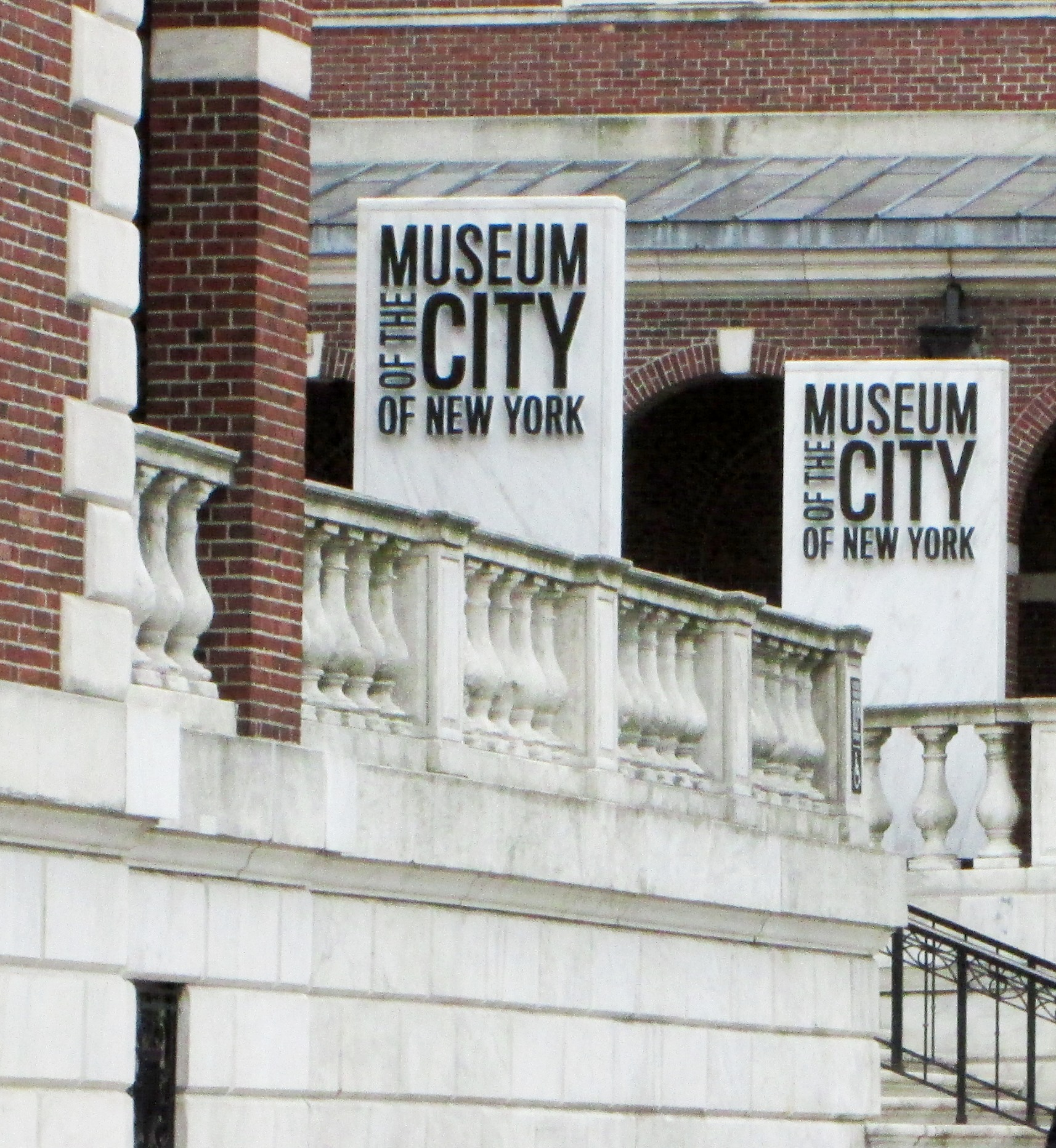
Anuncios en la entrada al museo

Desde octubre de 2004 hasta julio de 2009, Perform fue la única exposición permanente en la ciudad de Nueva York centrada en el teatro en Nueva York, la cual incluía objetos que iban desde los zapatos de claqué de Bill "Bojangles" Robinson hasta materiales publicitarios de Avenue Q. 
En junio de 2007, el museo abrió una exposición temporal llamada «The Glory Days 1947–1957», una mirada fotográfica en profundidad a la historia del béisbol profesional en la ciudad de Nueva York. La exhibición incluyó clips de Ed Sullivan, un pionero del entretenimiento televisivo de CBS, entrevistando a muchos de los jugadores de la época, incluidos Mickey Mantle y Phil Rizzuto . Una sección se dedicó a Jackie Robinson, quien rompió la color line en 1947 cuando se unió a los ex Dodgers de Brooklyn. y se convirtió en un participante activo del Movimiento por los derechos civiles . 
En mayo de 2012, el Museo abrió un nuevo espacio dedicado a la Fundación Puffin y su colección. La exposición inaugural se centró en el activismo social y las raíces activistas de la ciudad de Nueva York. 
En noviembre de 2016, el Museo abrió New York At Its Core (Nueva York en su núcleo), una exploración de tres galerías de los 400 años de historia de la ciudad de Nueva York y el futuro de la ciudad. Cuenta con más de 450 objetos e imágenes históricas, muchos de la colección del MCNY, así como videos contemporáneos, fotografías y experiencias digitales interactivas. 
Hasta el 15 de septiembre de 2019, se exhibió la exposición «En el refugio con Jackie Robinson: un retrato íntimo de una leyenda del béisbol». En honor al centenario del nacimiento de Robinson, la exposición presentó recuerdos, imágenes raras y revistas publicadas de la familia Robinson. 
En febrero de 2020, se abrió una nueva exhibición llamada City/Game: Basketball in New York (Ciudad / Juego: Baloncesto en Nueva York). La exhibición explora la historia del baloncesto en la ciudad de Nueva York, incluidos jugadores como Kareem Abdul-Jabbar y Bob Douglass .
- Historia de Nueva York
- Museo Metropolitano de Arte